# Megacarpaea polyandra
Megacarpaea polyandra är en korsblommig växtart som beskrevs av George Bentham. Megacarpaea polyandra ingår i släktet Megacarpaea och familjen korsblommiga växter. Inga underarter finns listade i Catalogue of Life.

## Bildgalleri

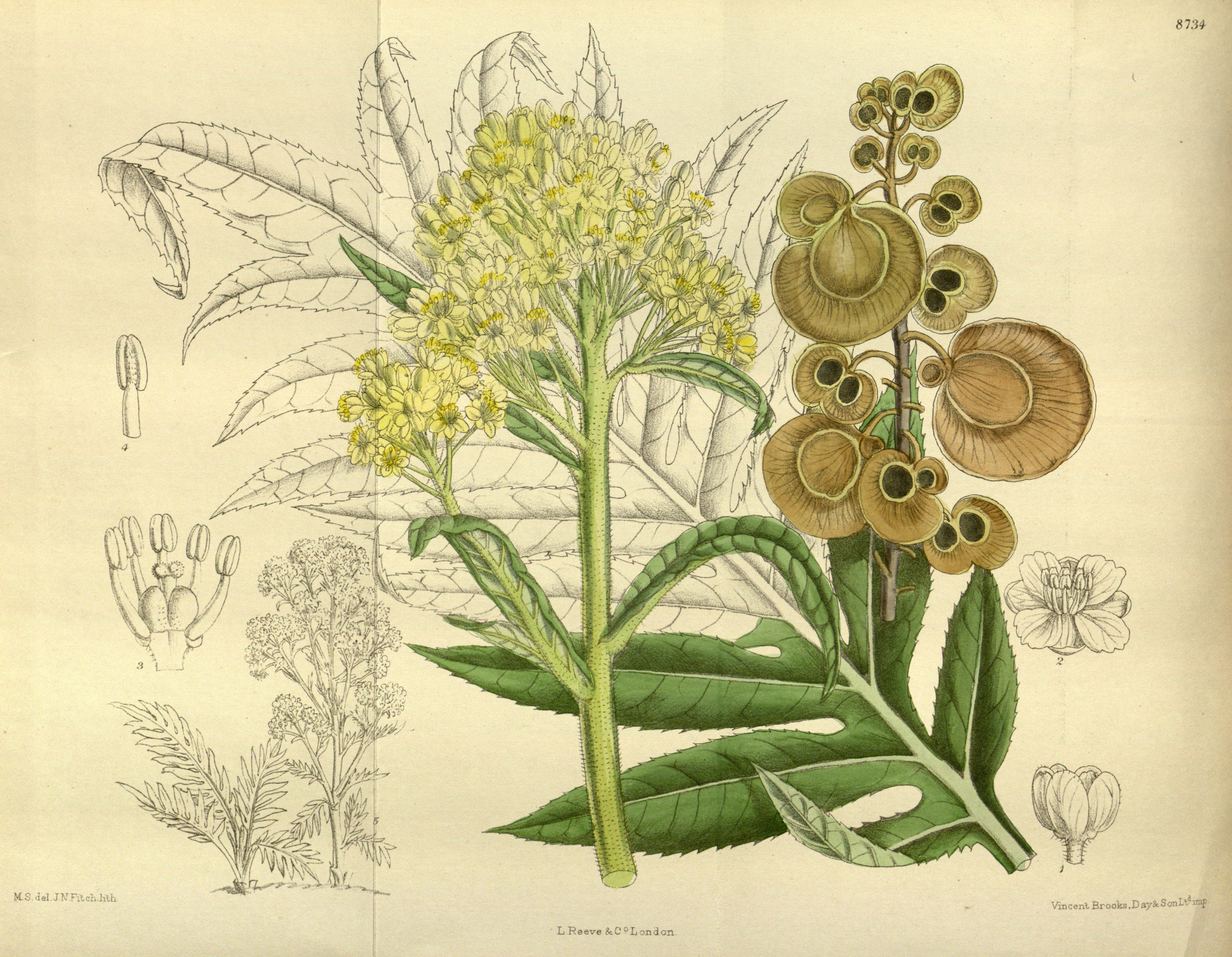